# Histoire des jauges depuis 1835
L'Histoire des jauges depuis 1835 est un ouvrage de Jean Sans, enseignant, expert maritime et jaugeur de la Fédération française de voile, réalisé avec le concours de l'UNCL (Union Nationale pour la Course au Large). Ce document décrit l'histoire des jauges depuis les premières régates de voiliers jusqu'en 2006, date de sa parution.

## Jean Sans
Jean Sans, l'auteur de ce livre, est le concepteur pour l'UNCL, avec Jonathan Hudson, du RORC (Royal Ocean Racing Club), de la jauge CHS (Channel Handicap System) de 1983. Cette jauge basée sur la jauge IOR (International Offshore Rule) et la jauge du RORC devient la jauge IRC (International Rule Club) en 2000, reconnue jauge internationale en 2003 par l'ISAF, la Fédération internationale de voile.

## Contenu
Après une préface de Philippe Serenon, ancien président de l'UNCL, et une introduction à la notion de régate, Jean Sans décrit en treize chapitres la naissance des jauges, depuis les jauges classiques, la jauge à la longueur, au tonnage, à la voilure, puis l'arrivée de jauges destinées à la course croisière, à la course au large. Les notions précises sur la monotypie y sont détaillées : monotypie stricte et monotypie à restrictions, avantages et limites.
Le texte est accompagné de nombreux dessins techniques, illustrant l'interprétation des jauges par les architectes, par exemple sur les formes de carènes, les plans de voilure, la stabilité des voiliers et de photos montrant l'évolution des bateaux de compétition. 
Les différences entre les voiliers aux jauges américaines du CCA (Cruising Club of America) et ceux du RORC sont bien expliquées, ainsi que les avantages et inconvénients des calculs de jauge par le VPP (Velocity Prediction Program).
Le document, qui fait l'historique des principales jauges depuis leur création, et précise leur influence sur les jauges modernes est très orienté sur la course au large, sous toutes ses formes. Utile à tous ceux qui s'intéressent à l'histoire du yachting à voile, il est très complémentaire des Chasseurs de futurs de Daniel Charles qui s'arrête pour le principal en 1914.